# Ataque al HMS Invincible
El Ataque al HMS Invencible cuyo nombre en código era Operación Invincible fue una operación militar argentina ejecutada durante la Guerra de las Malvinas. El domingo 30 de mayo de 1982, la Fuerza Aérea Sur y la Fuerza de Tareas 80 realizaron un ataque contra el portaviones HMS Invencible. La operación afectó a dos Super Étendard de la Unidad de Tareas 80.3.1, cinco A-4C Skyhawk del Grupo 4 de Caza y dos KC-130H Hercules del Escuadrón I C-130.

## Preliminares
El 28 de mayo de 1982, la Armada Argentina había tomado la decisión de atacar al portaaviones enemigo HMS Invincible con el sistema Super Étendard-Exocet AM 39. La Fuerza Aérea Sur solicitó intervenir en la operación, dada las circunstancias terminales del conflicto. La Armada aceptó a pesar de la falta de discreción de los aviones de la Fuerza Aérea. Esta decidió emplear a sus A-4C Skyhawk por poseer capacidad de reabastecimiento en vuelo y mayor autonomía de oxígeno que los A-4B.
En la Operación Invincible participaron:
- Sección «Ala». Dos cazabombarderos Super Étendard, piloteados por el capitán de corbeta Alejandro Francisco —comandante de la misión— y el teniente de navío Luis Collavino. El primero de ellos cargó el último Exocet AM 39 en posesión de Argentina.[3]
- Escuadrilla «Zonda». Cuatro aviones de ataque A-4C Skyhawk, piloteados por el 1er teniente José Daniel Vázquez, el 1er teniente Ernesto Ureta, el 1er teniente Omar Jesús Castillo y el alférez Gerardo Guillermo Isaac, respectivamente. Cada uno iba armado con dos Bombas de 250Kg de peso. Se mantuvo además un quinto A-4C como reserva, piloteado por el teniente Daniel Paredi.[4]
- Dos aviones cisterna KC-130H Hercules: matrícula TC-69 indicativo «Ranquel 1»  tripulado por el vicecomodoro Luis Litrenta, capitán Guillermo Destéfanis, mayor Francisco Mensi, cabo principal Juan Perón, cabo principal Juan Tello, suboficial auxiliar Hugo González, suboficial auxiliar Vicente Reynoso y suboficial auxiliar Manuel Lombino, y el TC-70 indicativo «Ranquel 2» tripulado por el mayor Roberto Briend, vicecomodoro Roberto Noé, mayor Miguel Sánchez, capitán Osvaldo Bilmezis, suboficial mayor Modesto Cufré Vianey, cabo principal Carlos Golier, suboficial auxiliar Héctor Sosa, suboficial ayudante Juan Marnoni.[4]

## Desarrollo
El 30 de mayo, dos Super Étendards, uno armado del último Exocet remanente de Argentina, escoltados por cuatro A-4C Skyhawk cada uno con dos bombas de 250 kg, salieron para atacar el Invincible. La inteligencia argentina buscó determinar la posición de los portaviones a partir del análisis de las rutas de los aviones de la Fuerza de Tareas 317 a las islas. Sin embargo, los británicos tenían una orden estricta de que todo avión volará a baja altura cuando partían y regalaban en los portaviones para ocultar sus posiciones. Está táctica habría comprometido al ataque argentino, que se dirigió a un grupo de escoltas localizado a 40 millas al sur del grupo principal. Dos Skyhawk fueron derribados por misiles Sea Dart disparados por el HMS Exeter, y el HMS Avenger reclama haber derribado al misil con su cañón de 115 mm (aunque esto está disputado). Según algunos autores, ningún buque británico sufrió avería alguna. Durante y después de la guerra, Argentina asegura haber dañado al Invincible,aunque tal daño no ha sido comprobado.

### Cronología
A las 11:25 h despegaron los KC-130 Hercules desde la BAM Río Gallegos hacia el punto de reabastecimiento. A las 12:30 h despegaron sendos Super Étendard y la escuadrilla de A-4C. En la posición 55°50′S 58°0′O / -55.833, -58.000 se reunieron los aviones de ataque con los reabastecedores. Cada avión reabasteció dos veces para cargar la máxima cantidad de combustible posible.
A partir del punto de reabastecimiento, adoptaron una altura de vuelo de 100 pies (30 m) cuando se encontraban a 140 millas náuticas (259 km) de distancia al objetivo. Los Super Étendard procedieron buscando al objetivo con su radar. A las 14:30 h y a 20 millas náuticas (37 km) de distancia lanzaron el último Exocet AM 39. Una vez lanzado el proyectil, los Super Étendard emprendieron el regreso a su base. Simultáneamente los A-4C acelerando al máximo siguieron a la trayectoria del Exocet.
El destructor HMS Exeter derribó a dos A-4C Skyhawk antes de que éstos llegaran al objetivo. Los primeros tenientes José Vázquez y Omar Castillo cayeron al mar.
El por entonces alférez Isaac relata que el Invincible había recibido el impacto del Exocet; y que el buque desprendía humo negro. Relata también que lanzó las tres bombas en un tiro longitudinal al portaaviones y que pasó por la derecha de la torre del mismo. Por su parte, el por entonces primer teniente Ureta relata que atacó al buque 30° de la popa y pasó por la parte trasera del mismo.
El alférez Isaac y el primer teniente Ureta se reunieron después del ataque y regresaron a la BAM Río Grande.

## Testimonios
Declaración del aviador argentino Ernesto Ureta:

Luego del arribo y recordando todo lo sucedido determiné que el barco citado era el portaaviones Invincible, ya que la superestructura del mismo era alargada y sobre el borde derecho. Pude ver la parte plana de la pista y que la superestructura ocupaba gran parte del largo total del portaaviones.
En la aproximación final vi que desde la parte media de la superestructura salía humo negro bastante concentrado. Luego de la salida busqué al blanco y sólo vi en ese lugar una masa de humo que lo tapaba totalmente.
Brigadier (R) Ernesto Ureta

El lunes 31 de mayo, varios diarios argentinos emitieron noticias diciendo que el Invincible había quedado fuera de combate (no se sabe si temporalmente).